# 衣若芬
衣 若芬（イ・ルオフェン、い じゃくふん、I, Lofen、1964年10月26日 - ）は、台湾の中国学者。中国文学博士（国立台湾大学、1995年）。シンガポール・南洋理工大学中文系副教授。元台湾・中央研究院所員。聯合早報というシンガポールの中国語紙に連載コラムをもっている。

## 略歴
1964年、台湾の台北で生まれる。国立台湾大学で学士号、修士号を取得し、同大学、および淡江大学で非常勤講師を、輔仁大学中国語学科、中央研究院中国文哲研究所で准教授を務める。2006年より南洋理工大学で中文系副教授を務め、2014年から2016年まで同大学の学科長を務める。韓国の成均館大学校、アメリカのスタンフォード大学で客員教授を歴任。南京大学、北京大学、奈良女子大学で客員研究員、京都大学で共同研究者を務めた。
曾永義、石守謙に師事しながら中国文学、蘇軾の研究を専攻し、2007年から聯合早報に独自コラムを持つ。エッセイや小説を著し、曾永義は作品について「軽やかな文体ではあるが、その面白さを知るには全文を一気に読む必要がある」と述べている。
かつて中国語版ウィキペディアで項目「文圖學」の執筆に携わっていたが、宣伝を理由に削除された。